# أونانو
أونانو هي بلدية في مقاطعة فيتيربو في منطقة لاتسيو الإيطالية ، وقد تقع على بعد حوالي 100 كيلومتر (62 ميل) شمال غرب روما، وعلى بعد حوالي 40 كيلومتر (25 ميل) شمال غرب فيتربو .
قد تقع أونانو على حدود البلديات التالية: أكوابيندينتي، جرادولي، غروتي دي كاسترو، لاتيرا سورانو.